# Cotabato
Cotabato è una città indipendente delle Filippine, geograficamente ubicata all'interno della Provincia di Maguindanao, nella Regione Autonoma nel Mindanao Musulmano, regione di cui la città è sede dell'amministrazione, ma facente in effetti parte della Regione del Soccsksargen.
Cotabato è formata da 37 barangay:
- Bagua
- Bagua I
- Bagua II
- Bagua III
- Kalanganan
- Kalanganan I
- Kalanganan II
- Poblacion
- Poblacion I
- Poblacion II
- Poblacion III
- Poblacion IV
- Poblacion V
- Poblacion VI
- Poblacion VII
- Poblacion VIII
- Poblacion IX
- Rosary Heights
- Rosary Heights I

- Rosary Heights II
- Rosary Heights III
- Rosary Heights IV
- Rosary Heights V
- Rosary Heights VI
- Rosary Heights VII
- Rosary Heights VIII
- Rosary Heights IX
- Rosary Heights X
- Rosary Heights XI
- Rosary Heights XII
- Rosary Heights XIII
- Tamontaka
- Tamontaka I
- Tamontaka II
- Tamontaka III
- Tamontaka IV
- Tamontaka V